# Kenkichi Ōshima
Kenkichi Oshima (Japón, 10 de marzo de 1908-30 de marzo de 1985) fue un atleta japonés, especialista en la prueba de triple salto en la que llegó a ser medallista de bronce olímpico en 1932.

## Carrera deportiva
En los JJ. OO. de Los Ángeles 1932 ganó la medalla de bronce en el triple salto, con un salto de 15.12 metros, siendo superado por su compatriota el también japonés Chuhei Nambu (oro con 15.72 m) y el sueco Erik Svensson (plata con 15.32 metros).